# Augustin Čičić
Augustin Čičić/Čiča (Kreševo, 14. travnja 1889. – Sarajevo, 26. rujna 1955.), hrvatski svećenik, pjesnik i književni kritičar. 
Književnicima neoromantičarske katoličke moderne pripada i pjesnik, književni kritik i povjesničar Augustin Čičić. 
Čičićev neoromantizam posebice je izražajan u njegovim religioznim, socijalnim i zavičajnim pjesmama, u kojima je s mnogo iskrene topline opjevao svoj kreševski kraj.
Rođen je 14. travnja 1889. u Kreševu, gdje je završio pučku školu, zatim šest razreda Franjevačke gimnazije u Visokom, novicijat u Fojnici, filozofsko-teološki studij u Livnu, gdje je od 1905. bio ujedinjen teološki studij za cijelu Bosnu Srebrenu, te potom u Sarajevu, kamo je studij konačno preseljen od 1909. Za svećenika je zaređen 1911. Poslijediplomski studij pohađao je u Beču, gdje je doktorirao 1917. (prema drugom podatku 1914.) tezom »Razvoj i sudbina Katoličke Crkve u Bosni i Hercegovini za turske vladavine (1463. – 1878.)«. Pastoralno je djelovao u Kreševu i Beču, gdje se u crkvi Stiftkirche duhovno skrbio za hrvatske ranjenike. Od 1917. do 1921. bio je profesor na Franjevačkoj teologiji u Sarajevu. Godine 1922. imenovan je referentom katoličkoga odjela u Ministarstvu vjera u Beogradu, od 1927. inspektorom, a 1928. postao je načelnik. Razriješen je i umirovljen 1942. Ostao je u Beogradu do 1954., kada se vratio u Kreševo, a umro je 26. rujna 1955. u Sarajevu. 
Pjesme, književne prikaze i kritike, povijesne članke, zabilješke o istaknutim franjevcima, refleksije o duhovnom životu te druge članke objavljivao je u brojnim katoličkim periodikama, počevši u »Serafinskom perivoju« i sljedniku »Našoj misli«, koju je neko vrijeme uređivao, »Luči«, »Našem kolu«, »Koledaru hrvatskoga katoličkog đaštva 1909-10«, katoličkim dnevnicima »Novinama« i »Hrvatskoj straži«, »Vrhbosni«, »Franjevačkom vjesniku«, »Kršćanskoj obitelji«, »Hrvatskoj obitelji«, »Hrvatskoj prosvjeti«, »Glasniku sv. Ante Padovanskoga«, »Glasniku Beogradske nadbiskupije« i »Glasniku katoličke crkve u Beogradu« te u »Hrvatskoj slozi«, »Večernjoj pošti«, »Narodnom jedinstvu«, »Književnom jugu«, »Jugoslovenskoj pošti« i dr.
Tiskao je zbirke pjesama »Proljetni stihovi« 1918. i »S Vardara na Soču« 1935. Pedesetak pjesama ostalo je u rukopisu.
Pjesme, književne prikaze i kritike, povijesne članke, zabilješke o istaknutim franjevcima, refleksije o duhovnom životu te druge članke objavljivao je Čičić u brojnim katoličkim periodikama
Slijedeći idealizam naraštaja odgojena u Mahnićevu duhu katoličkoga društvenoga aktivizma, Čičić je u brojnim pjesmama ispovjedalac vjere: »Vjera je struja što zamahom krila / Brodi vasionom do u tajne kute / Dočarajuć kad zemlja je nebom bila / Prodahnjujuć zemlju, oblake i ljude, / Serafovo krilo što nam život blažiš / Kad ga lomi bura i gromovi tresu, / Neprebolne rane bolesniku tažiš / I prelamaš strasti u divljemu bijesu« (»Fides«). Više je pjesama rodoljubnoga sadržaja, među njima »Lanci«, gdje tipično kranjčevićevsko-budnički završava: »Ah, dosta je tijeh suza i jada, / zar s današnjih kletva prsnu spone ljute? / pa i pjesnik u to vjeruje, ne dvoji, / da će puknut lanci, da budemo svi – svoji!!« Slično i u pjesmama socijalne motivike: »Amo ruke, amo ruke / Što nas ima na sve strane sastavimo srca vrela, / oživjeće mrtva raja, uskrsnuće iz pepela« (»Našem čovjeku«). Više je pjesama posvetio rodnomu Kreševu: »Ja sam sa Kraljeva gumna motrio okolo svudi: / Zečiju glavu i Inač, gudure Bjelašnice / i preko Igmana lomna sniježake Treskavice. // Tamo se Saraj’vo bijeli. I njemu srce mi teži, / sjeća me ugodnih dana uznoseć srce u grudi. / Svega je dosta – sad gledam Kreševo moje gdje leži« (»Na Mehoršju«).
Ljubomir Maraković, urednik »Hrvatske prosvjete« i prvak katoličke književne i kazališne kritike, pohvalio je u povodu »Proljetnih stihova« upravo taj zavičajni segment njegova pjesništva: »Čičićeve pjesme, u kojima je još kao saradnik ‘Luči’ i ‘Našega kola’ svratio na sebe pozornost, u kojima pored dojma Kranjčevića ima upravo i toliko dojam moderne te se s vlastitom ličnošću pjesnikovom slažu u jednu cjelovitu i izrazitu sliku, dajući nešto uistinu vrijedno i lijepo, nešto zasebno i karakteristično, crtajući živim i stilski ispravnim bojama pjesnikovo omiljelo gnijezdo, njegov rodni kraj.« A fra Ljubo Hrgić u povodu zbirke »S Vardara na Soču« ističe: »Jedno treba još naglasiti da dosele nije niko pisao ovako (ponegdje slično kao Jesenjin) o svom kraju u Bosni. Čičić je kolega pok. Narcisa Jena (fra Eugena Matića – nap. V. L), ne da se mrtvilu monotonog života u kancelariji, zatim skoro buntovan proti nehaju viših što zanemaruju Bosnu i njezin industrijsko-ekonomski razvitak. Tako je Čičić dao dokumenat o sebi: o Bosni, o vremenu. A možda i ovo rekao: da Bosna u svom gospodarskom siromaštvu mora i može iznijeti jakih duhova i vođa, dobrih književnika i umjetnika. Jer iza Nikole Šopa, javio se i Čičić bez ikakva mucanja.«
Mnogo je članaka napisao posebice o fra Grgi Martiću, kojemu je 1930. posvetio knjigu »Monografija o fra Grgi Martiću 1822. – 1905.«, a sastavio je i »Imenik ‘Osvetnika’ fra Grge Martića« 1940. Prijateljevao je i dopisivao se s mnogim znamenitim ljudima i velikanima svoga vremena, među njima i s Ivom Andrićem. Ta korespondencija otkriva zanimljive detalje o utjecaju franjevačke duhovnosti na velikoga pisca.
Svakako, »ostajući uvijek uz običnog malog čovjeka, pjesnik je pokazao kako treba cijeniti vlastitu prošlost i biti vjeran idealima pravde, poštenja i ljudskosti« (I. M. Andrić).
Osnovnu školu završio je u Kreševu, šest razreda gimnazije u Visokom, novicijat u Fojnici, filozofsko-teološki studij u Livnu i Sarajevu, poslijediplomski u Beču, gdje je i doktorirao. Pjesme, književne prikaze i kritike, povijesne članke, zabilješke o istaknutim franjevcima, refleksije o duhovnom životu, te izvještaje s terena objavljivao u mnogim glasilima svoga vremena.
Čiče/Čičići stari su kreševski rod, a spominju se u biskupskom popisu iz 1768.  godine u kreševskom selu Crkvenjak, Bosna i Hercegovina. Fra Augustin Čičić potomak je kreševskih Čiča kojih i danas ima u Kreševu, u Bosni i Hercegovini.

## Djela
- Proljetni stihovi (1918.)
- Monografija o fra Grgi Martiću -1822. – 1905. (1930.)
- S Vardara na Soču (pjesme, 1935.)
- Imenik "Osvetnika" fra Grge Martića (1940.).